# Henik Luiz de Andrade
Henik Luiz de Andrade (nacido el 8 de septiembre de 1989) es un futbolista brasileño que se desempeña como centrocampista.
Jugó para clubes como el Criciúma, Villa Nova, ABC, FC Gifu, Botafogo y Tochigi SC.

## Trayectoria

### Clubes
| Club       | País   | Año         |
| ---------- | ------ | ----------- |
| Criciúma   | Brasil | 2010 - 2013 |
| Villa Nova | Brasil | 2012        |
| ABC        | Brasil | 2012        |
| FC Gifu    | Japón  | 2014 - 2015 |
| Botafogo   | Brasil | 2016        |
| FC Gifu    | Japón  | 2017        |
| Tochigi SC | Japón  | 2018 -      |